# Muertes de la familia Jamison
La familia Jamison de Eufaula, Oklahoma, Estados Unidos, conformada por Bobby (44 años), su esposa Sherilynn (40) y su hija Madyson (6 años), desaparecieron misteriosamente el 8 de octubre de 2009. Según se informa, la familia estaba considerando comprar un terreno de cuarenta acres cerca de Red Oak, casi a 30 millas (48,3 km) de Eufaula, en el momento de su desaparición. Sus posibles restos fueron encontrados en noviembre de 2013 y positivamente identificados por el médico forense de Oklahoma el 3 de julio de 2014. No se determinó la causa de muerte, y las circunstancias acerca de su desaparición permanecen desconocidas.

## Desaparición
La investigación inicial sobre la desaparición de la familia Jamison indicó que probablemente la familia no desapareció por propia voluntad. La camioneta de los Jamison fue descubierta abandonada en un camino de tierra unos días después en el condado de Latimer, Oklahoma, a corta distancia al sur del pueblo de Kinta. No se encontraron los cuerpos de los Jamison, pero su perrita, desnutrida, Maisie, todavía estaba dentro de la camioneta. También se descubrieron aun en el interior del vehículo las identificaciones de los Jamison, billeteras, teléfonos móviles, un sistema GPS y cerca de $32,000 en efectivo dentro de un sobre bancario. Los Jamison no eran conocidos por llevar grandes cantidades de efectivo consigo. También estaban dentro sus abrigos, lo que la policía encontró sospechoso porque el día de la desaparición hacía frío. Otra pista fue la grabación de vigilancia del sistema de seguridad de la casa de la familia. La grabación del día que se fueron, mostraba a la pareja yendo y viniendo de la casa al vehículo en silencio, empacando metódicamente para irse. Los movimientos de la pareja en la grabación fueron descritos como "en trance". El vídeo también muestra a Sherilynn Jamison colocar un maletín marrón en el vehículo. El antiguo sheriff Beauchamp comentó que creía que el maletín podría ser una pista importante. Ni el maletín ni la pistola de pequeño calibre de Sherilynn han sido nunca encontrados.

## Descubrimiento
Los esqueletos de dos adultos y un niño fueron descubiertos por dos cazadores en un lugar remoto en el condado de Latimer entre el 15 y 16 de noviembre de 2013, más de cuatro años después de que la familia desapareciera, y a menos de 3 millas (4,8 km) del lugar donde la camioneta familiar había sido abandonada. Se asumía que los restos eran de la familia desaparecida, aunque la oficina del médico forense de Oklahoma tuvo que usar pruebas antropológicas y de patología forense para identificarlos. Los oficiales confirmaron el 3 de julio de 2014 que los restos pertenecían a los Jamison. No se pudo determinar la causa de muerte debido al extremo estado de descomposición de los cuerpos.

## Hipótesis
Antes del descubrimiento de los restos surgieron muchas teorías sobre la desaparición de la familia, como que habían fingido sus muertes, que estaban en protección a testigos, que habían sido asesinados, o que cometieron un asesinato-Suicidio. Poco antes de la desaparición, Bobby Jamison estuvo involucrado en una amarga demanda con su padre, Bob Dean Jamison, declarando que Bob Dean había amenazado a la familia. Bobby dijo que su padre lo había golpeado con su vehículo el 1 de noviembre de 2008 y que Bob Dean estaba involucrado con pandillas y metanfetaminas. La policía no cree que el padre de Bobby estuviera involucrado en la desaparición de la familia.
Otra teoría popular es que los Jamison estaban involucrados en el narcotráfico. Los investigadores no encontraron ninguna evidencia de que consumieran o vendieran drogas. Los investigadores sin embargo citaron la gran cantidad de efectivo encontrada en la camioneta de la familia, y el aparente comportamiento extraño de Bobby y Sherilynn justo antes de desaparecer. Ambos habían adelgazado mucho en los meses previos a la desaparición y al parecer se hallaron algunas cartas que sugerían que el matrimonio estaba obsesionado con la muerte. Los Jamison aparentemente le contaron a su pastor local, Gary Brandon, en diferentes ocasiones que habían visto fantasmas en su casa y que Bobby supuestamente declaró haber leído la "biblia satánica".

## En otros medios
La desaparición de los Jamison fue retratada en la serie de Investigation Discovery, Disappeared (Desaparecidos), a finales de 2010, en un episodio titulado "Paradise Lost" (Paraíso Perdido).
En enero de 2018, la desaparición fue cubierta en el episodio 50: "Luvs 'N Laffs and an Alt-Right Turn" del Podcast And That's Why We Drink
En febrero de 2018 se discutió sobre la familia Jamison en un episodio del Podcast Jenna Julien, titulado "Podcast #173 - Unsolved Mysteries" (Podcast #173 - Misterios Sin Resolver).
En marzo de 2018 se discutió sobre la familia Jamison en un episodio de BuzzFeed Unsolved, titulado “The Disturbing Mystery of the Jamison Family” (El Inquietante Misterio de la Familia Jamison).
En julio de 2019 la desaparición fue cubierta en el episodio 12 de la temporada 4 del Podcast “Unexplained” (Inexplicado), “Wilderness be still” (Quietud en la Naturaleza).
En septiembre de 2019, el podcast de crímenes reales/sobrenaturales, "Let's Get Haunted" discutió la desaparición de los Jamison en el episodio 17: "The Jamison Family Disappearance" (La Desaparición de la Familia Jamison). Los anfitriones de "Let's Get Haunted" habían obtenido informes para la historia previa sobre la familia y habían hablado con una persona quien estaba directamente involucrada con un caso anterior.